# Difenylamine
Difenylamine is een aromatische verbinding met als brutoformule C12H11N. Het is een secundair amine en derhalve een zwakke organische base. De zuivere stof komt voor als kleurloze kristallen.

## Synthese
Difenylamine wordt bereid door aniline te verhitten in aanwezigheid van een katalysator. Bij deze reactie komt ammoniak vrij:
{\displaystyle {\ce {2C6H5NH2 -> (C6H5)2NH + NH3}}}

## Toepassingen
Difenylamine wordt gebruikt voor de synthese van andere stoffen, waaronder rubberchemicaliën en de stof fenothiazine die een voorloper is van verschillende farmaceutische en fytofarmaceutische stoffen.
In de chemische analyse gebruikt men het voor de detectie van nitriet-, nitraat- en chloraationen.
Difenylamine zelf wordt ook gebruikt als plantengroeiregelaar, meer bepaald voor het bewaren van appels. De appels worden na de oogst in een emulsie van difenylamine gedompeld vooraleer ze in koelcellen opgeslagen worden. Ze kunnen ook na de oogst besproeid worden met dergelijke emulsie. De behandeling dient om de vorming van brandvlekken op de appels tijdens de opslag te vermijden. Een merknaam is No Scald DPA.
De Europese Commissie besliste op 30 november 2009 dat difenylamine niet gebruikt mag worden als gewasbeschermingsmiddel in de Europese Unie. Bestaande toelatingen moesten ten laatste op 30 mei 2010 ingetrokken worden. Het bleek niet mogelijk om een betrouwbare evaluatie te maken van de blootstelling van consumenten aan de stof, onder andere bij gebrek aan gegevens over mogelijke afbraakproducten en hun toxiciteit en over de mogelijke vorming van nitrosaminen.

## Eigenschappen
Difenylamine is irriterend voor de ogen, de huid en de luchtwegen. De stof kan effecten hebben op de nieren en het bloed, met als gevolg de vorming van methemoglobine. Difenylamine is niet carcinogeen.
De stof is zeer toxisch voor waterorganismen.